# 巣鴨駅
巣鴨駅（すがもえき）は、東京都豊島区巣鴨にある、東日本旅客鉄道（JR東日本）・東京都交通局（都営地下鉄）の駅である。

## 乗り入れ路線
JR東日本の山手線、都営地下鉄の三田線が乗り入れ、接続駅となっている。
- JR東日本： 山手線：電車線で運行される環状線としての山手線電車のみが停車し、山手貨物線を走行する湘南新宿ラインやその他の列車は通過する。また、特定都区市内制度における「東京都区内」および「東京山手線内」に属している[1]。 - 駅番号「JY 11」
- 都営地下鉄： 三田線 - 駅番号「I 15」

## 歴史

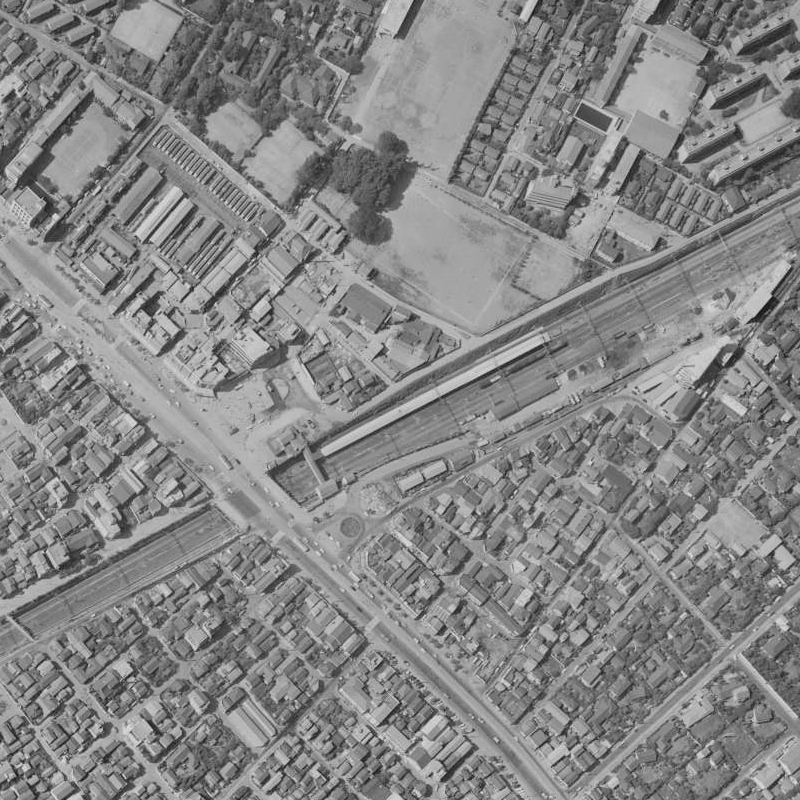
巣鴨駅周辺の白黒空中写真（1963年6月26日撮影）

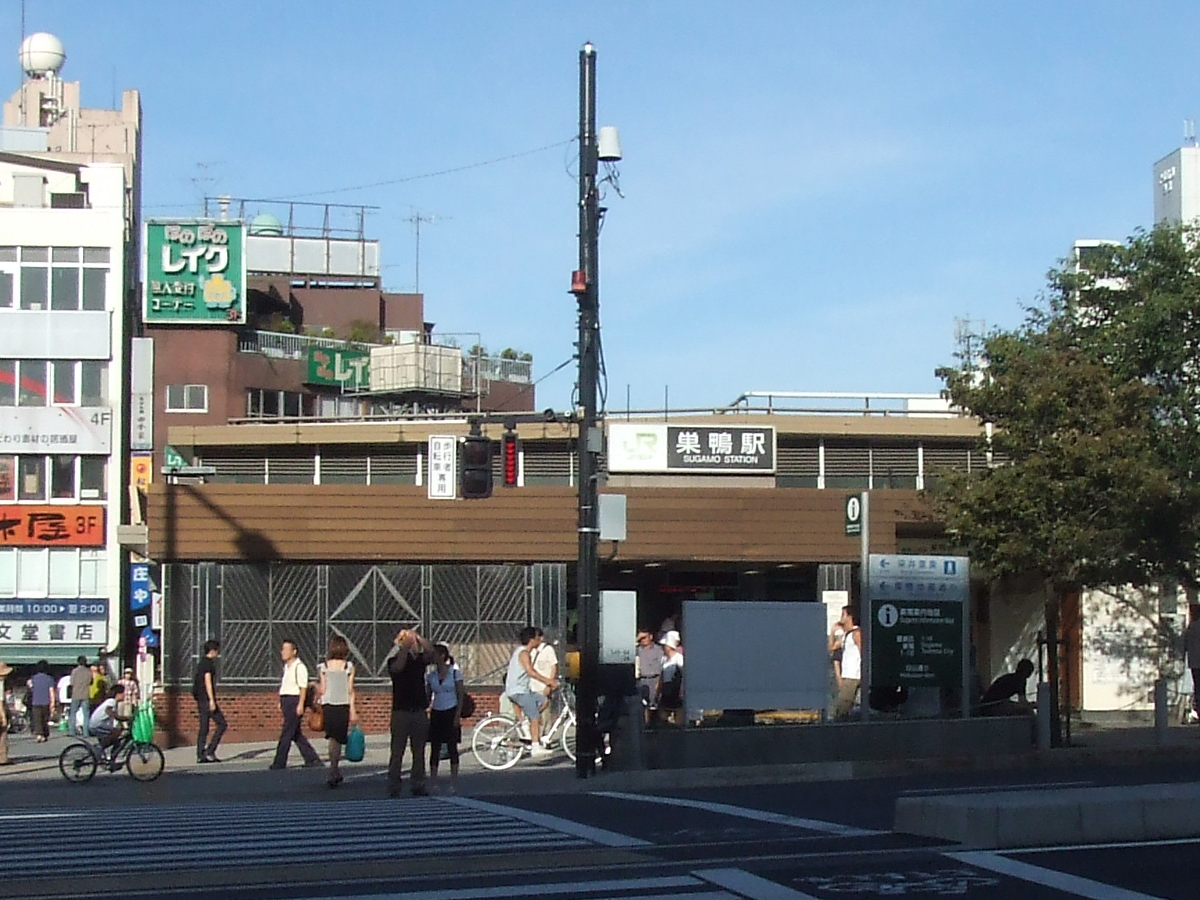
旧駅舎（2007年9月）

- 1903年（明治36年）4月1日：日本鉄道の駅が開業[2][3]。貨物営業も開始（一般駅）[3]。
  - 豊島線（田端 - 巣鴨 - 雑司ヶ谷〈未成〉 - 目白、開業時には山手線に編入）の本免許が交付された時点で、既に駅設置が計画されていた[4]。
- 1906年（明治39年）11月1日：鉄道国有法により国有化[3]。
- 1909年（明治42年）10月12日：線路名称制定により山手線の所属となる。
- 1924年（大正13年）12月28日：複々線化、山手線と山手貨物線を分離する[2]（池袋駅 - 当駅の複々線化完成[2]。
- 1945年（昭和20年）3月4日・4月13日：太平洋戦争中に空襲を受ける。
- 1968年（昭和43年）12月27日：都営地下鉄6号線（現：三田線）の当駅 - 志村駅（現：高島平駅）間が開業。
- 1972年（昭和47年）6月30日：都営地下鉄6号線の日比谷駅 - 当駅間が延伸開業。
- 1974年（昭和49年）10月1日：国鉄駅での荷物の取り扱いが廃止[3]。
- 1978年（昭和53年）7月1日：都営地下鉄6号線を三田線に改称。
- 1979年（昭和54年）3月31日：国鉄駅での貨物の取り扱いが廃止[2][3]。
- 1987年（昭和62年）4月1日：国鉄分割民営化に伴い、国鉄の駅は東日本旅客鉄道（JR東日本）の駅（山手線所属）となる[3]。
- 1991年（平成3年）1月26日：JR東日本の駅に自動改札機を設置[5]。
- 1997年（平成9年）4月28日：三田線巣鴨駅でセンサー付き転落防止柵を試験設置（同年8月15日まで）[6]。
- 2001年（平成13年）11月18日：JR東日本でICカード「Suica」の利用が可能となる[広報 1]。
- 2004年（平成16年）4月1日：都営地下鉄三田線の駅に駅番号がつけられる。
- 2007年（平成19年）
  - 3月18日：都営地下鉄でICカード「PASMO」の利用が可能となる[7]。
  - 6月1日：JR東日本の駅ビル着工。
- 2007年（平成19年）
  - 11月18日：JR東日本の自動券売機・みどりの窓口・びゅうプラザが南口仮駅舎に移設。
  - 12月9日：JR東日本の自動改札機・精算機が南口に移設。
- 2008年（平成20年）1月11日：JR東日本の北口が一時閉鎖。
- 2010年（平成22年）3月25日：商業施設「アトレヴィ巣鴨」が開業[8]。
- 2013年（平成25年）6月29日：JR東日本の駅でホームドアの使用を開始[9]。
- 2018年（平成30年）3月31日：この日をもってびゅうプラザが営業を終了。
- 2023年（令和5年）
  - 1月31日：みどりの窓口の営業を終了[10][11]。
  - 2月1日：話せる指定席券売機を導入[10][11]。

### 駅名の由来
所在地の「巣鴨」から。
「巣鴨」の地名の由来はよく分かっていないが、昔はこの地は湿地帯で所々にあった大池に鴨が群生しておりたくさんの巣を作っていたこと、または葦が茂る中にあちこち州があったことから「巣鴨」という地名が生まれたという説がある。古い文献には「須賀茂」、「菅面」、「州鴨」、「州処面」とも書かれており、これが「巣鴨」になったともいわれる。

## 駅構造

### JR東日本
島式ホーム1面2線を有する地上駅で、改札は大塚駅寄り、地上の白山通りに面する形の1か所のみである。
直営駅。元々は単独管理駅であったが、駒込駅・大塚駅の業務委託化に伴い、これらの駅の管理駅になった。現在は池袋営業統括センター傘下になっている。
2007年（平成19年）6月1日に、5階建ての駅ビル「アトレヴィ巣鴨」建設のための駅舎改修工事が着工された。工事に伴い、同年11月18日に自動券売機・みどりの窓口・びゅうプラザが、同年12月9日には自動改札機・精算機が南口仮駅舎に移設された。同年12月12日に構内が左側通行から右側通行に変更され、2008年（平成20年）1月11日には北口出口が一時閉鎖された。そして2010年（平成22年）3月25日にアトレヴィ巣鴨がグランドオープンし、駅舎改修工事が完了した。
かつて駅の南側には巣鴨貨物駅があり、貨物用側線、引き上げ線、貨物用ホームが設置されていた。1979年（昭和54年）の貨物駅廃止後、跡地は分譲マンション「アーバンハイツ巣鴨」（1985年（昭和60年）3月完成）が建設されたほか、山手貨物線（湘南新宿ラインが経由）には並行する留置線があり、保線用車両が待機していることがある。

#### のりば
| 番線 | 路線   | 方向   | 行先                 |
| ---- | ------ | ------ | -------------------- |
| 1    | 山手線 | 外回り | 田端・上野・東京方面 |
| 2    | 山手線 | 内回り | 池袋・新宿・渋谷方面 |

（出典：JR東日本:駅構内図）

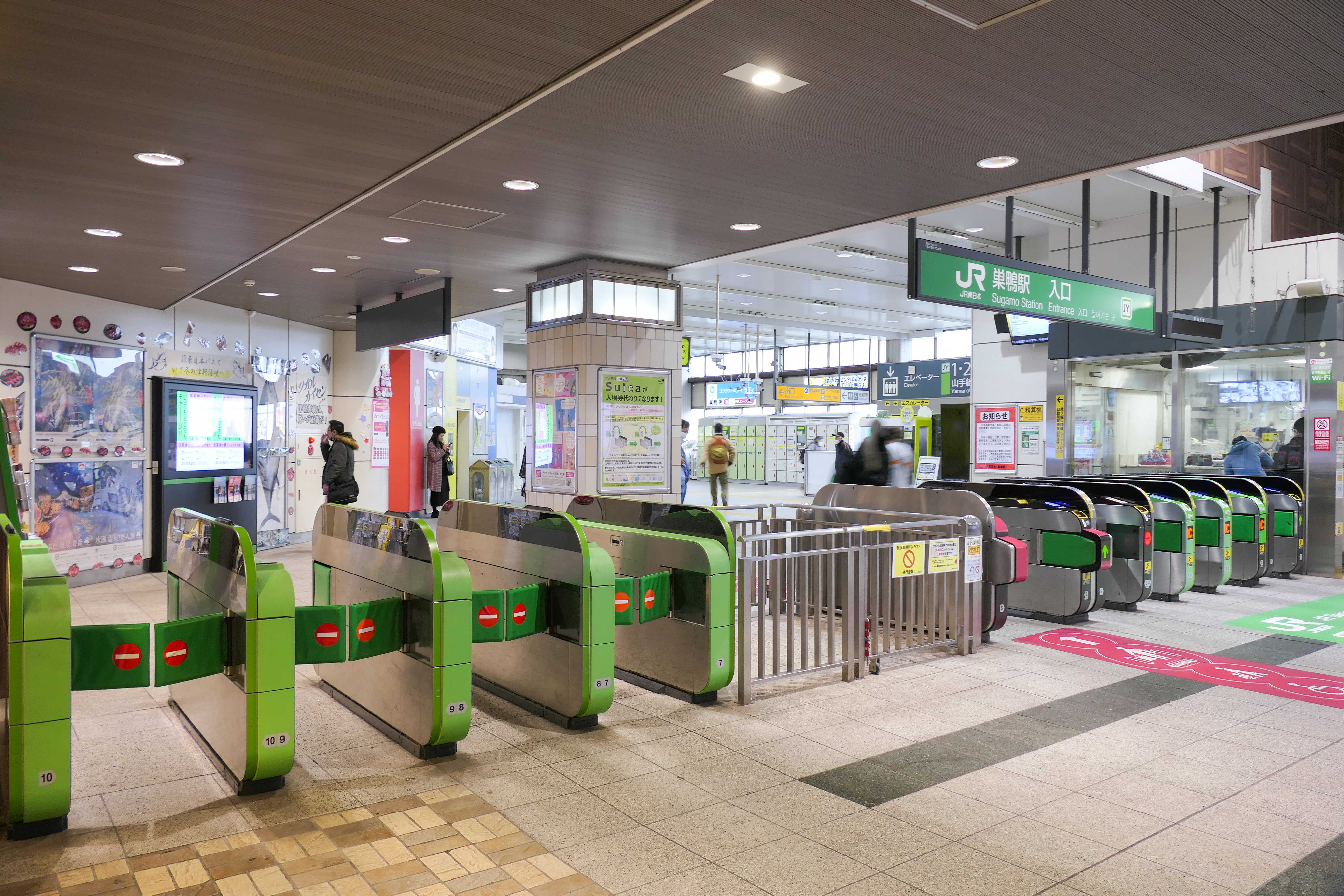
改札口（2023年2月）
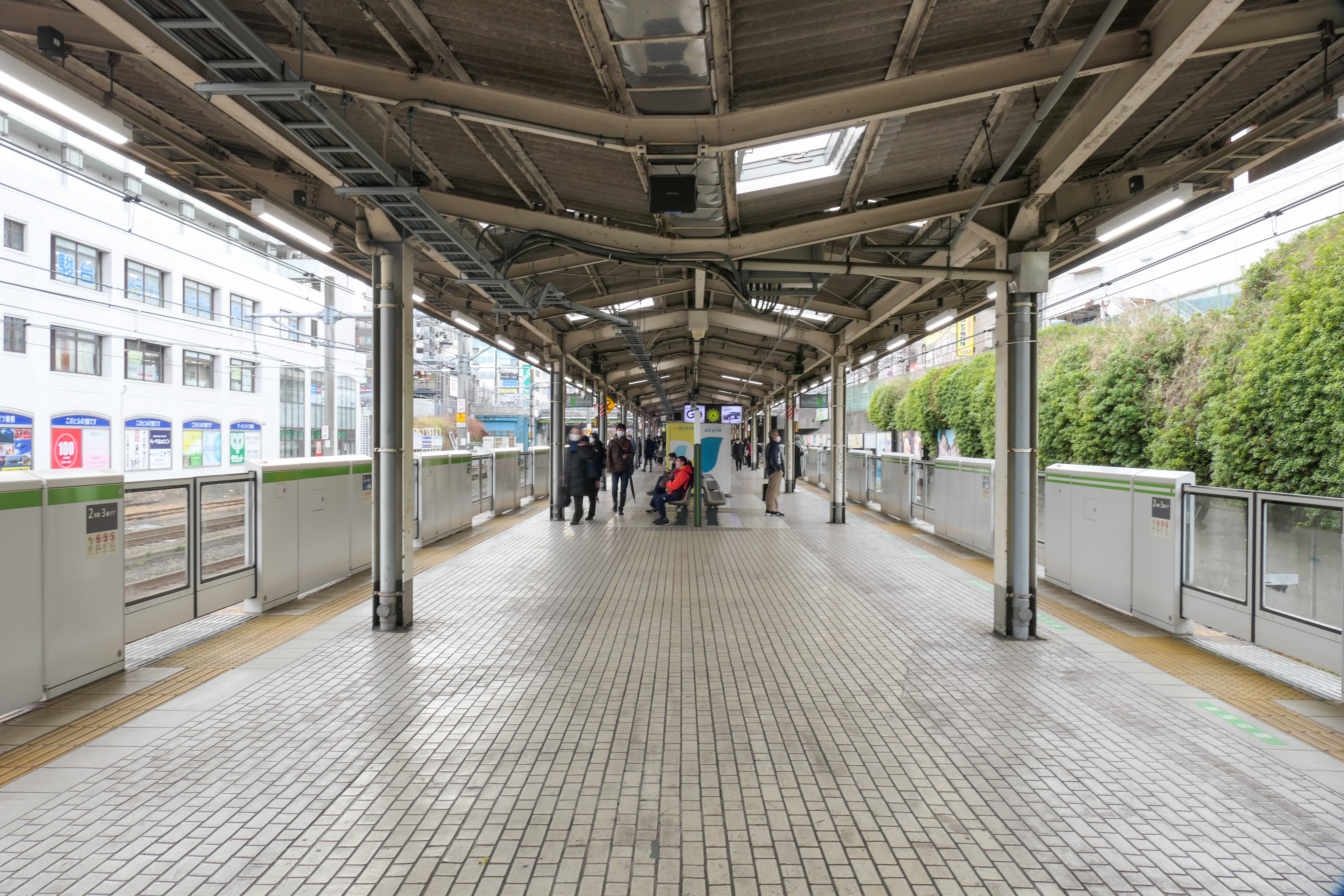
ホーム（2023年2月）

#### バリアフリー設備
- エスカレーター 改札口 - ホーム
- エレベーター 改札口 - ホーム
- 多機能トイレ

### 東京都交通局
島式ホーム1面2線を有する地下駅。
巣鴨駅務管区の所在駅であり、巣鴨駅務区として白山駅 - 本蓮沼駅間を管理する（巣鴨駅務管理所巣鴨駅務区時代は巣鴨駅 - 志村坂上駅間を管理していた）。傘下に上野御徒町駅務区（大江戸線牛込神楽坂駅 - 新御徒町駅間）、高島平駅務区（志村坂上駅 - 西高島平駅間）を持つ。
改札・定期券売り場が地下1階、ホームが地下2階にある。JR山手線側にエスカレーター・エレベーター、とげぬき地蔵側のA3出入口に高齢者の転倒防止のため、分速20mの低速運転のエスカレーターが設置されている。
改札は南側千石駅寄りに2か所と北側西巣鴨駅寄りに1か所の計3か所ある。山手線への乗り換えには前者、とげぬき地蔵尊・巣鴨地蔵通り商店街には後者のものが便利である。南側2か所は早朝・深夜を除き、山手線駅構内に繋がる出口に近い方が乗車専用、もう1か所が降車専用の改札となっている。
北側改札の近くには定期券発売所があり、8時 - 20時まで、土休日も営業している。
当駅の西巣鴨寄りに南行線から北行線への片渡り線が非常渡り線として存在する。

#### のりば
| 番線 | 路線       | 行先              |
| ---- | ---------- | ----------------- |
| 1    | 都営三田線 | 目黒・ 東急線方面 |
| 2    | 都営三田線 | 西高島平方面      |

（出典：東京都交通局:構内立体図）

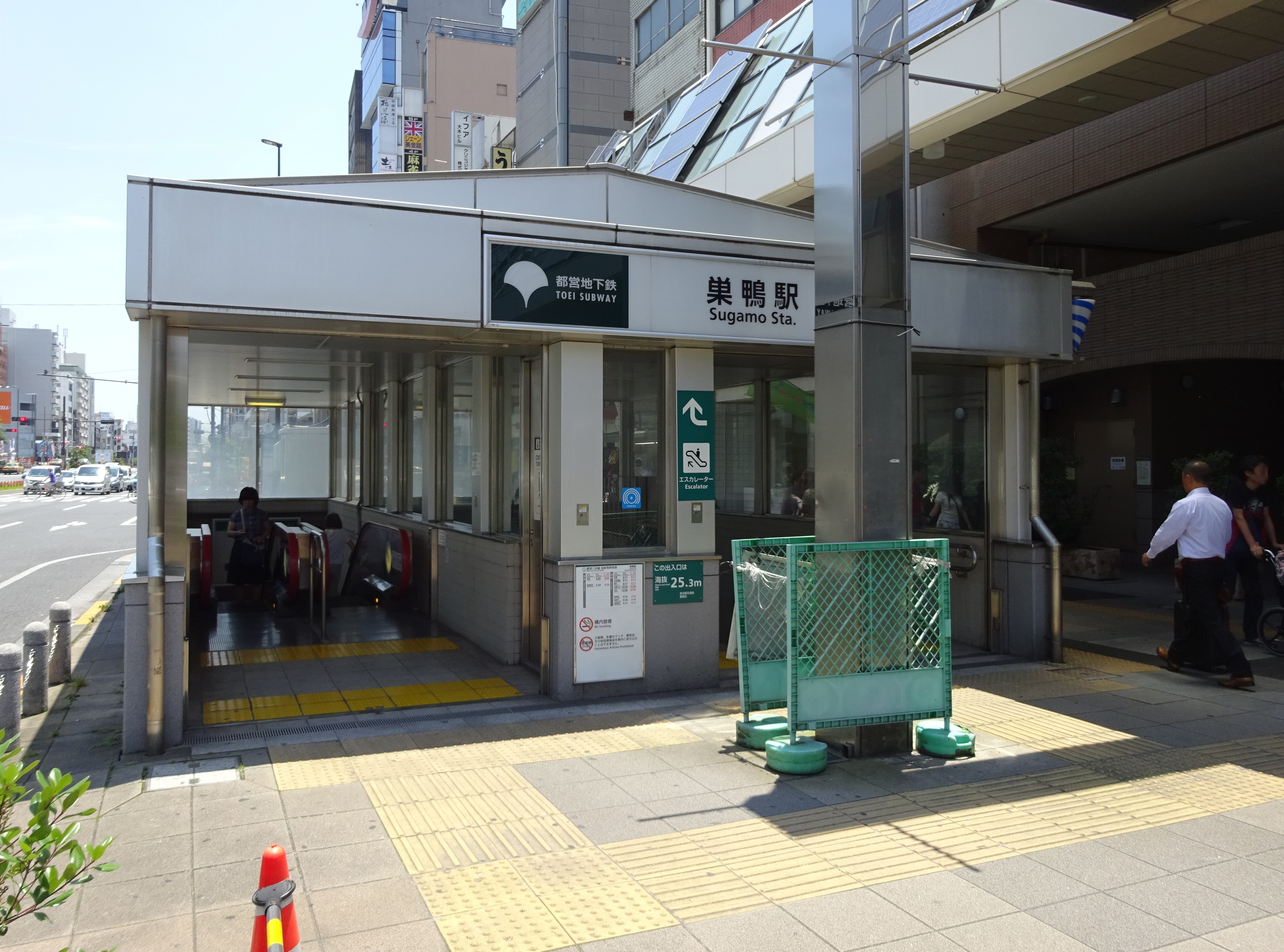
A3出入口（2016年6月）
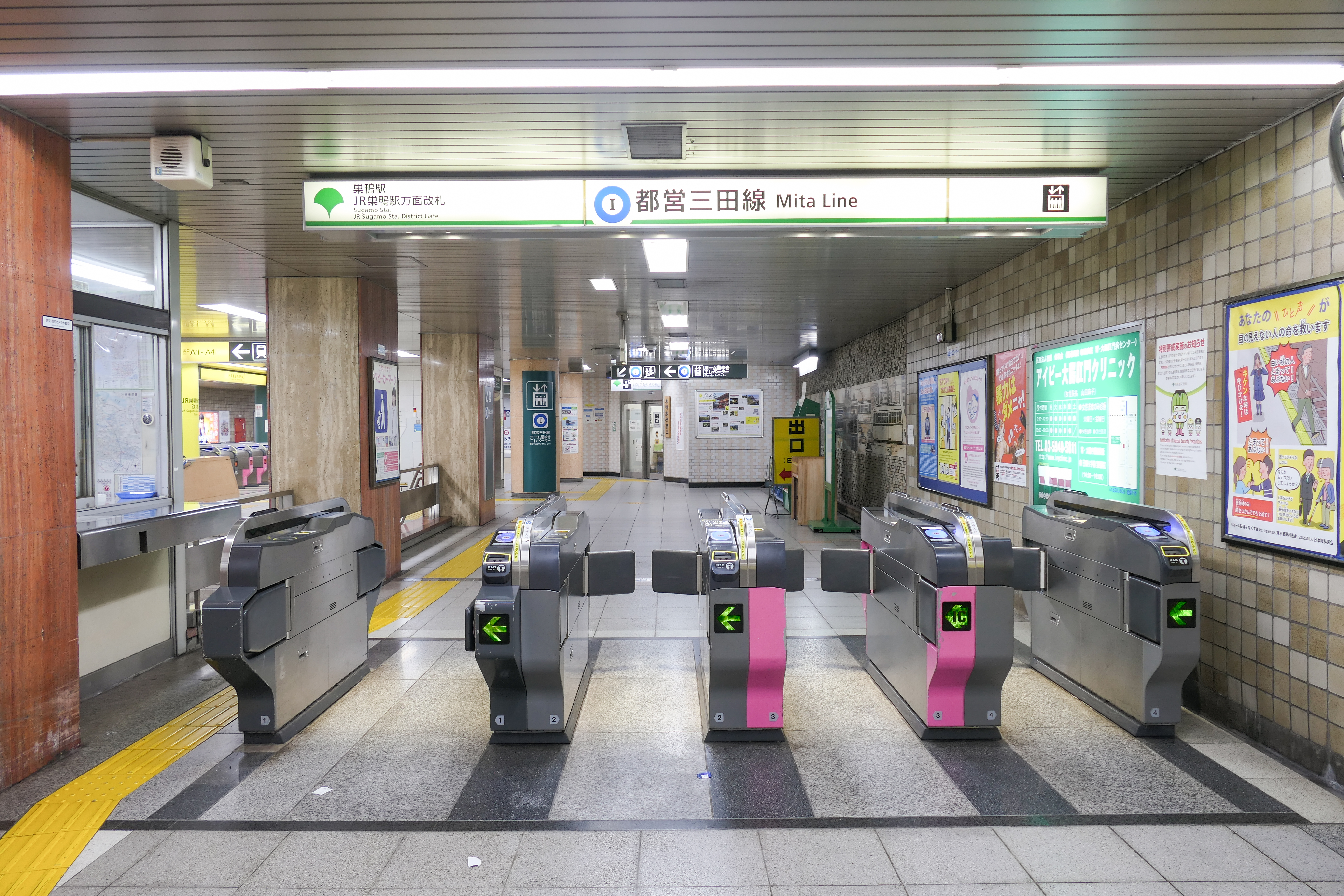
JR巣鴨駅方面改札（2022年12月）
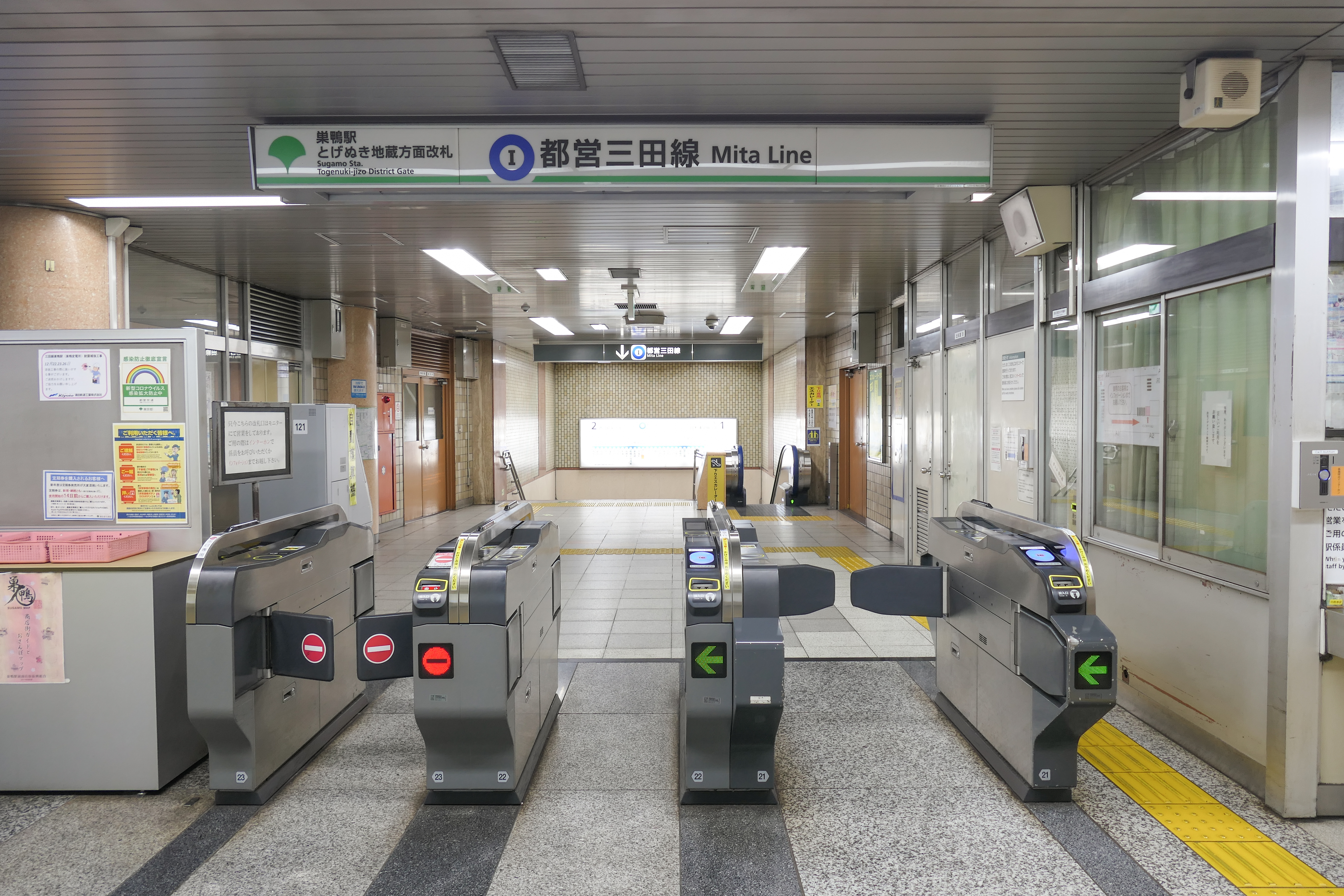
とげぬき地蔵方面改札（2022年12月）
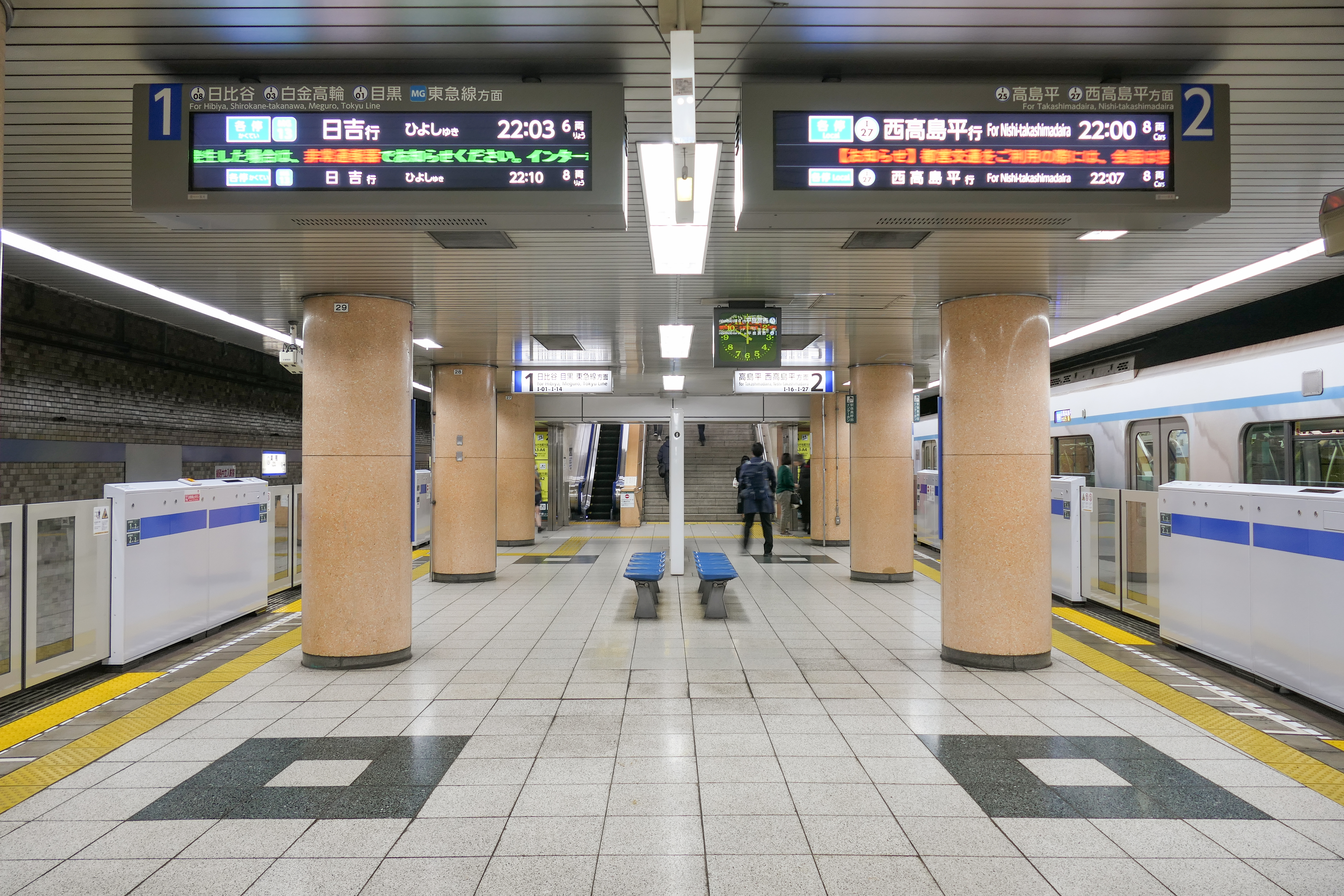
ホーム（2022年12月）

## 利用状況
- JR東日本 - 2023年度（令和5年度）の1日平均乗車人員は65,775人である[JR 1]。
JR東日本の駅の中では北朝霞駅に次いで第63位。
- 都営地下鉄 - 2023年度（令和5年度）の1日平均乗降人員は85,434人（乗車人員：42,408人、降車人員：43,026人）である[都交 1]。
三田線全27駅の中では神保町駅、大手町駅、目黒駅、三田駅に次ぐ第5位。

### 年度別1日平均乗降人員
各年度の1日平均乗降人員数は下表の通り（JRを除く）。
| 年度               | 都営地下鉄       | 都営地下鉄 |
| 年度               | 1日平均 乗降人員 | 増加率     |
| ------------------ | ---------------- | ---------- |
| 1975年（昭和50年） | 109,559          |            |
| 1984年（昭和59年） | 98,938           |            |
| 1999年（平成11年） | 93,691           |            |
| 2003年（平成15年） | 85,939           | −1.3%      |
| 2004年（平成16年） | 85,360           | −0.7%      |
| 2005年（平成17年） | 86,516           | 1.4%       |
| 2006年（平成18年） | 86,858           | 0.4%       |
| 2007年（平成19年） | 90,044           | 3.7%       |
| 2008年（平成20年） | 90,621           | 0.6%       |
| 2009年（平成21年） | 90,677           | 0.1%       |
| 2010年（平成22年） | 91,357           | 0.7%       |
| 2011年（平成23年） | 89,446           | −2.1%      |
| 2012年（平成24年） | 92,177           | 3.1%       |
| 2013年（平成25年） | 93,470           | 1.4%       |
| 2014年（平成26年） | 92,991           | −0.5%      |
| 2015年（平成27年） | 93,538           | 0.6%       |
| 2016年（平成28年） | 95,518           | 2.1%       |
| 2017年（平成29年） | 96,125           | 0.6%       |
| 2018年（平成30年） | 95,847           | −0.3%      |
| 2019年（令和元年） | 94,567           | −1.3%      |
| 2020年（令和02年） | 67,471           | −28.7%     |
| 2021年（令和03年） | 72,595           | 7.6%       |
| 2022年（令和04年） | 82,086           | 13.1%      |
| 2023年（令和04年） | 85,434           | 4.1%       |

### 年度別1日平均乗車人員（1900年代 - 1930年代）
各年度の1日平均乗車人員数は下表の通り。
| 年度               | 日本鉄道 / 国鉄 | 出典              |
| ------------------ | --------------- | ----------------- |
| 1903年（明治36年） | 114             | [ 東京府統計 1 ]  |
| 1904年（明治37年） | 105             | [ 東京府統計 2 ]  |
| 1905年（明治38年） | 104             | [ 東京府統計 3 ]  |
| 1907年（明治40年） | 327             | [ 東京府統計 4 ]  |
| 1908年（明治41年） | 378             | [ 東京府統計 5 ]  |
| 1909年（明治42年） | 460             | [ 東京府統計 6 ]  |
| 1911年（明治44年） | 1,042           | [ 東京府統計 7 ]  |
| 1912年（大正元年） | 934             | [ 東京府統計 8 ]  |
| 1913年（大正02年） | 969             | [ 東京府統計 9 ]  |
| 1914年（大正03年） | 1,085           | [ 東京府統計 10 ] |
| 1915年（大正04年） | 882             | [ 東京府統計 11 ] |
| 1916年（大正05年） | 1,126           | [ 東京府統計 12 ] |
| 1919年（大正08年） | 2,680           | [ 東京府統計 13 ] |
| 1920年（大正09年） | 3,461           | [ 東京府統計 14 ] |
| 1922年（大正11年） | 4,574           | [ 東京府統計 15 ] |
| 1923年（大正12年） | 6,413           | [ 東京府統計 16 ] |
| 1924年（大正13年） | 7,828           | [ 東京府統計 17 ] |
| 1925年（大正14年） | 8,194           | [ 東京府統計 18 ] |
| 1926年（昭和元年） | 9,737           | [ 東京府統計 19 ] |
| 1927年（昭和02年） | 10,944          | [ 東京府統計 20 ] |
| 1928年（昭和03年） | 12,445          | [ 東京府統計 21 ] |
| 1929年（昭和04年） | 13,019          | [ 東京府統計 22 ] |
| 1930年（昭和05年） | 12,856          | [ 東京府統計 23 ] |
| 1931年（昭和06年） | 12,456          | [ 東京府統計 24 ] |
| 1932年（昭和07年） | 12,528          | [ 東京府統計 25 ] |
| 1933年（昭和08年） | 13,081          | [ 東京府統計 26 ] |
| 1934年（昭和09年） | 13,611          | [ 東京府統計 27 ] |
| 1935年（昭和10年） | 13,815          | [ 東京府統計 28 ] |

### 年度別1日平均乗車人員（1953年 - 2000年）
| 年度               | 国鉄 / JR東日本 | 都営地下鉄 | 出典              |
| ------------------ | --------------- | ---------- | ----------------- |
| 1953年（昭和28年） | 29,640          | 未開業     | [ 東京都統計 1 ]  |
| 1954年（昭和29年） | 33,696          | 未開業     | [ 東京都統計 2 ]  |
| 1955年（昭和30年） | 36,247          | 未開業     | [ 東京都統計 3 ]  |
| 1956年（昭和31年） | 38,298          | 未開業     | [ 東京都統計 4 ]  |
| 1957年（昭和32年） | 40,923          | 未開業     | [ 東京都統計 5 ]  |
| 1958年（昭和33年） | 42,706          | 未開業     | [ 東京都統計 6 ]  |
| 1959年（昭和34年） | 45,141          | 未開業     | [ 東京都統計 7 ]  |
| 1960年（昭和35年） | 47,799          | 未開業     | [ 東京都統計 8 ]  |
| 1961年（昭和36年） | 49,446          | 未開業     | [ 東京都統計 9 ]  |
| 1962年（昭和37年） | 52,821          | 未開業     | [ 東京都統計 10 ] |
| 1963年（昭和38年） | 57,343          | 未開業     | [ 東京都統計 11 ] |
| 1964年（昭和39年） | 60,826          | 未開業     | [ 東京都統計 12 ] |
| 1965年（昭和40年） | 63,267          | 未開業     | [ 東京都統計 13 ] |
| 1966年（昭和41年） | 65,777          | 未開業     | [ 東京都統計 14 ] |
| 1967年（昭和42年） | 67,960          | 未開業     | [ 東京都統計 15 ] |
| 1968年（昭和43年） | 68,092          | 25,631     | [ 東京都統計 16 ] |
| 1969年（昭和44年） | 71,610          | 30,639     | [ 東京都統計 17 ] |
| 1970年（昭和45年） | 82,888          | 35,700     | [ 東京都統計 18 ] |
| 1971年（昭和46年） | 89,385          | 41,194     | [ 東京都統計 19 ] |
| 1972年（昭和47年） | 93,986          | 49,392     | [ 東京都統計 20 ] |
| 1973年（昭和48年） | 87,384          | 48,981     | [ 東京都統計 21 ] |
| 1974年（昭和49年） | 89,447          | 53,123     | [ 東京都統計 22 ] |
| 1975年（昭和50年） | 89,049          | 54,153     | [ 東京都統計 23 ] |
| 1976年（昭和51年） | 91,474          | 56,704     | [ 東京都統計 24 ] |
| 1977年（昭和52年） | 91,948          | 57,447     | [ 東京都統計 25 ] |
| 1978年（昭和53年） | 91,811          | 55,852     | [ 東京都統計 26 ] |
| 1979年（昭和54年） | 91,011          | 53,637     | [ 東京都統計 27 ] |
| 1980年（昭和55年） | 86,726          | 51,386     | [ 東京都統計 28 ] |
| 1981年（昭和56年） | 82,973          | 49,030     | [ 東京都統計 29 ] |
| 1982年（昭和57年） | 81,912          | 48,085     | [ 東京都統計 30 ] |
| 1983年（昭和58年） | 94,992          | 48,016     | [ 東京都統計 31 ] |
| 1984年（昭和59年） | 89,995          | 48,964     | [ 東京都統計 32 ] |
| 1985年（昭和60年） | 84,071          | 48,403     | [ 東京都統計 33 ] |
| 1986年（昭和61年） | 70,973          | 48,173     | [ 東京都統計 34 ] |
| 1987年（昭和62年） | 84,046          | 48,776     | [ 東京都統計 35 ] |
| 1988年（昭和63年） | 88,057          | 50,964     | [ 東京都統計 36 ] |
| 1989年（平成元年） | 89,402          | 51,717     | [ 東京都統計 37 ] |
| 1990年（平成02年） | 92,994          | 53,010     | [ 東京都統計 38 ] |
| 1991年（平成03年） | 95,068          | 54,517     | [ 東京都統計 39 ] |
| 1992年（平成04年） | 96,052          | 39,134     | [ 東京都統計 40 ] |
| 1993年（平成05年） | 95,214          | 54,630     | [ 東京都統計 41 ] |
| 1994年（平成06年） | 94,304          | 54,016     | [ 東京都統計 42 ] |
| 1995年（平成07年） | 93,066          | 52,404     | [ 東京都統計 43 ] |
| 1996年（平成08年） | 90,718          | 49,984     | [ 東京都統計 44 ] |
| 1997年（平成09年） | 88,226          | 49,433     | [ 東京都統計 45 ] |
| 1998年（平成10年） | 87,529          | 49,074     | [ 東京都統計 46 ] |
| 1999年（平成11年） | 85,041          | 46,825     | [ 東京都統計 47 ] |
| 2000年（平成12年） | 81,818          | 45,666     | [ 東京都統計 48 ] |

### 年度別1日平均乗車人員（2001年以降）
| 年度               | JR東日本 | 都営地下鉄 | 出典              |
| ------------------ | -------- | ---------- | ----------------- |
| 2001年（平成13年） | 78,324   | 44,153     | [ 東京都統計 49 ] |
| 2002年（平成14年） | 76,943   | 43,627     | [ 東京都統計 50 ] |
| 2003年（平成15年） | 76,311   | 43,156     | [ 東京都統計 51 ] |
| 2004年（平成16年） | 75,445   | 42,740     | [ 東京都統計 52 ] |
| 2005年（平成17年） | 76,739   | 43,290     | [ 東京都統計 53 ] |
| 2006年（平成18年） | 77,197   | 43,449     | [ 東京都統計 54 ] |
| 2007年（平成19年） | 78,487   | 44,675     | [ 東京都統計 55 ] |
| 2008年（平成20年） | 77,958   | 44,904     | [ 東京都統計 56 ] |
| 2009年（平成21年） | 77,519   | 44,854     | [ 東京都統計 57 ] |
| 2010年（平成22年） | 77,457   | 45,233     | [ 東京都統計 58 ] |
| 2011年（平成23年） | 76,093   | 44,268     | [ 東京都統計 59 ] |
| 2012年（平成24年） | 76,249   | 45,510     | [ 東京都統計 60 ] |
| 2013年（平成25年） | 77,089   | 46,241     | [ 東京都統計 61 ] |
| 2014年（平成26年） | 75,801   | 46,061     | [ 東京都統計 62 ] |
| 2015年（平成27年） | 76,620   | 46,788     | [ 東京都統計 63 ] |
| 2016年（平成28年） | 77,151   | 47,258     | [ 東京都統計 64 ] |
| 2017年（平成29年） | 77,285   | 47,553     | [ 東京都統計 65 ] |
| 2018年（平成30年） | 77,199   | 47,426     | [ 東京都統計 66 ] |
| 2019年（令和元年） | 76,212   | 46,801     | [ 東京都統計 67 ] |
| 2020年（令和02年） | 52,955   | 33,402     |                   |
| 2021年（令和03年） | 56,737   | 35,974     |                   |
| 2022年（令和04年） | 63,422   | 40,710     |                   |
| 2023年（令和05年） | 65,775   | 42,408     |                   |

備考
1. ↑  1968年12月27日開業。開業日から1969年3月31日までの計95日間を集計したデータ。

## 駅周辺

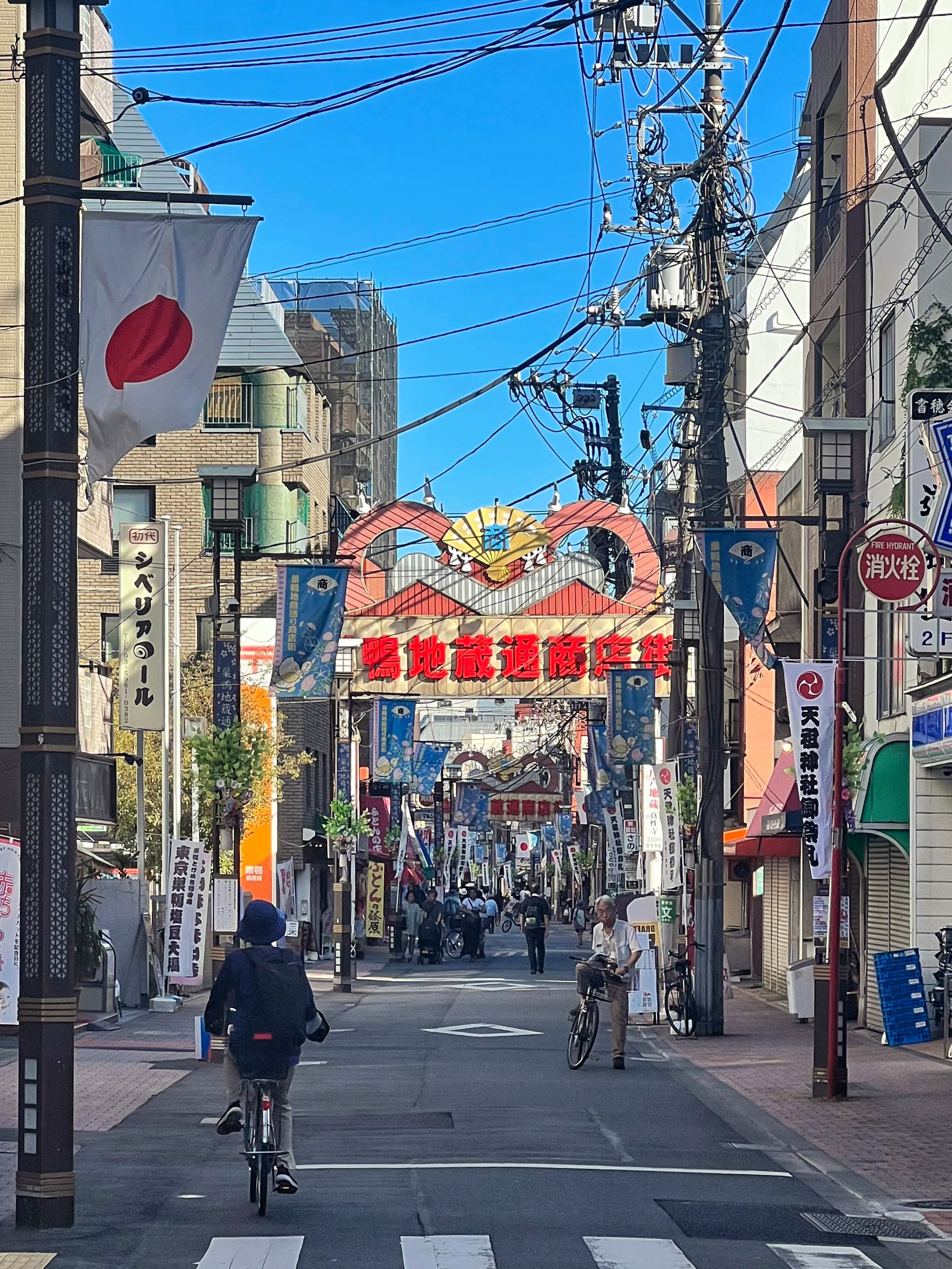
巣鴨地蔵通り商店街の様子（2023年）

北側は近くにとげぬき地蔵で有名な高岩寺があり、門前町として発展している。商店街は多くの高齢者で賑わい、「おばあちゃんの原宿」と呼ばれている。
駅近くには都営バス巣鴨営業所がある（バス停名は「とげぬき地蔵前」）。JR線の大塚寄りには白山通り（国道17号）が立体交差しており、三田線はその下を走っている。
- アパホテル（巣鴨駅前）
- 東京都交通局 巣鴨自動車営業所
- 染井霊園
- 東洋文庫
- 文京グリーンコート
- 駒込警察署
- 本郷中学校・高等学校
- 十文字中学校・高等学校
- 文京学院大学女子中学校・高等学校
- 東洋女子高等学校
- 東京都立小石川中等教育学校
- 駿台トラベル&ホテル専門学校
- JTBトラベル&ホテルカレッジ
- 巣鴨信用金庫本店
- 東京スイミングセンター

## バス路線
都営バスの路線バスが発着する。
| 乗り場 | 停留所名       | 運行事業者 | 系統・行先                                                   | 備考                                            |
| ------ | -------------- | ---------- | ------------------------------------------------------------ | ----------------------------------------------- |
| 1      | とげぬき地蔵前 | 都営バス   | 草63：浅草寿町                                               |                                                 |
| 2      | とげぬき地蔵前 | 都営バス   | - 草63：池袋駅東口 - 草63-2：東池袋一丁目 - 草64：浅草雷門南 | - 「草63-2」は平日のみ運行 - 「草64」は早朝のみ |
| 3      | 巣鴨駅前       | 都営バス   | 草63：浅草寿町                                               |                                                 |
| 4      | 巣鴨駅前       | 都営バス   | 草63：池袋駅東口                                             |                                                 |
| 5      | 巣鴨駅南口     | 都営バス   | 草63：浅草寿町                                               |                                                 |
| 6      | 巣鴨駅南口     | 都営バス   | 草63：巣鴨駅前・池袋駅東口                                   | 巣鴨駅前行は最終のみ                            |

## 隣の駅
東日本旅客鉄道（JR東日本）
 山手線
大塚駅 (JY 12) - 巣鴨駅 (JY 11) - 駒込駅 (JY 10)
東京都交通局（都営地下鉄）
 都営三田線
千石駅 (I 14) - 巣鴨駅 (I 15) - 西巣鴨駅 (I 16)

#### 広報資料・プレスリリースなど一次資料
1. ↑  “Suicaご利用可能エリアマップ（2001年11月18日当初）” (PDF).   東日本旅客鉄道. 2019年7月27日時点のオリジナルよりアーカイブ。2020年4月23日閲覧。

#### 利用状況に関する出典
JR東日本の1999年度以降の乗車人員
1. 1 2 3  各駅の乗車人員（2023年度） - JR東日本
2. ↑  各駅の乗車人員（1999年度） - JR東日本
3. ↑  各駅の乗車人員（2000年度） - JR東日本
4. ↑  各駅の乗車人員（2001年度） - JR東日本
5. ↑  各駅の乗車人員（2002年度） - JR東日本
6. ↑  各駅の乗車人員（2003年度） - JR東日本
7. ↑  各駅の乗車人員（2004年度） - JR東日本
8. ↑  各駅の乗車人員（2005年度） - JR東日本
9. ↑  各駅の乗車人員（2006年度） - JR東日本
10. ↑  各駅の乗車人員（2007年度） - JR東日本
11. ↑  各駅の乗車人員（2008年度） - JR東日本
12. ↑  各駅の乗車人員（2009年度） - JR東日本
13. ↑  各駅の乗車人員（2010年度） - JR東日本
14. ↑  各駅の乗車人員（2011年度） - JR東日本
15. ↑  各駅の乗車人員（2012年度） - JR東日本
16. ↑  各駅の乗車人員（2013年度） - JR東日本
17. ↑  各駅の乗車人員（2014年度） - JR東日本
18. ↑  各駅の乗車人員（2015年度） - JR東日本
19. ↑  各駅の乗車人員（2016年度） - JR東日本
20. ↑  各駅の乗車人員（2017年度） - JR東日本
21. ↑  各駅の乗車人員（2018年度） - JR東日本
22. ↑  各駅の乗車人員（2019年度） - JR東日本
23. ↑  各駅の乗車人員（2020年度） - JR東日本
24. ↑  各駅の乗車人員（2021年度） - JR東日本
25. ↑  各駅の乗車人員（2022年度） - JR東日本

東京都交通局 各駅乗降人員
1. 1 2 3 4  “事業概要（令和6年度版）” (pdf).   東京都交通局. p. 78. 2025年1月19日時点のオリジナルよりアーカイブ。2025年1月19日閲覧。
2. 1 2  “各駅乗降人員一覧｜東京都交通局”.   東京都交通局. 2021年11月4日時点のオリジナルよりアーカイブ。2022年11月13日閲覧。
3. 1 2  “各駅乗降人員一覧｜東京都交通局”.   東京都交通局. 2022年11月12日時点のオリジナルよりアーカイブ。2022年11月13日閲覧。
4. 1 2  令和4年度 運輸統計年報 (PDF) (Report). 東京都交通局. 2023年11月3日時点のオリジナル (pdf)よりアーカイブ。2023年11月3日閲覧。

JR・地下鉄の統計データ
1. ↑  レポート - 関東交通広告協議会
2. 1 2  としまの統計 - 豊島区

東京府統計書
1. ↑  明治36年
2. ↑  明治37年
3. ↑  明治38年
4. ↑  明治40年
5. ↑  明治41年
6. ↑  明治42年
7. ↑  明治44年
8. ↑  大正元年
9. ↑  大正2年
10. ↑  大正3年
11. ↑  大正4年
12. ↑  大正5年
13. ↑  大正8年
14. ↑  大正10年
15. ↑  大正11年
16. ↑  大正12年
17. ↑  大正13年
18. ↑  大正14年
19. ↑  昭和元年
20. ↑  昭和2年
21. ↑  昭和3年
22. ↑  昭和4年
23. ↑  昭和5年
24. ↑  昭和6年
25. ↑  昭和7年
26. ↑  昭和8年
27. ↑  昭和9年
28. ↑  昭和10年

東京都統計年鑑
1. ↑  昭和28年 (PDF)  - 13ページ
2. ↑  昭和29年 (PDF)  - 10ページ
3. ↑  昭和30年 (PDF)  - 10ページ
4. ↑  昭和31年 (PDF)  - 10ページ
5. ↑  昭和32年 (PDF)  - 10ページ
6. ↑  昭和33年 (PDF)  - 10ページ
7. ↑  昭和34年
8. ↑  昭和35年
9. ↑  昭和36年
10. ↑  昭和37年
11. ↑  昭和38年
12. ↑  昭和39年
13. ↑  昭和40年
14. ↑  昭和41年
15. ↑  昭和42年
16. ↑  昭和43年
17. ↑  昭和44年
18. ↑  昭和45年
19. ↑  昭和46年
20. ↑  昭和47年
21. ↑  昭和48年
22. ↑  昭和49年
23. ↑  昭和50年
24. ↑  昭和51年
25. ↑  昭和52年
26. ↑  昭和53年
27. ↑  昭和54年
28. ↑  昭和55年
29. ↑  昭和56年
30. ↑  昭和57年
31. ↑  昭和58年
32. ↑  昭和59年
33. ↑  昭和60年
34. ↑  昭和61年
35. ↑  昭和62年
36. ↑  昭和63年
37. ↑  平成元年
38. ↑  平成2年
39. ↑  平成3年
40. ↑  平成4年
41. ↑  平成5年
42. ↑  平成6年
43. ↑  平成7年
44. ↑  平成8年
45. ↑  平成9年
46. ↑  平成10年 (PDF)
47. ↑  平成11年 (PDF)
48. ↑  平成12年
49. ↑  平成13年
50. ↑  平成14年
51. ↑  平成15年
52. ↑  平成16年
53. ↑  平成17年
54. ↑  平成18年
55. ↑  平成19年
56. ↑  平成20年
57. ↑  平成21年
58. ↑  平成22年
59. ↑  平成23年
60. ↑  平成24年
61. ↑  平成25年
62. ↑  平成26年
63. ↑  平成27年
64. ↑  平成28年
65. ↑  平成29年
66. ↑  平成30年
67. ↑  平成31年・令和元年